# قائمة البعثات الدبلوماسية الفلسطينية
دولة فلسطين لديها شبكة من البعثات الدبلوماسية المعتمدة لدى الدول التي تعترف بدولة فلسطين، ومعظم هذه البعثات موجودة في أفريقيا وآسيا وأوروبا الشرقية، كما أنه يوجد العديد من الوفود والمكاتب التمثيلية الأخرى التي تمثل السلطة الوطنية الفلسطينية في بعض الدول التي لا تعترف أوتعترف جزئيا بدولة فلسطين بالإضافة إلى وفود ومكاتب تمثيلية في المنظمات المتعددة، كما أن العديد من تلك الدول التي لا تعترف بدولة فلسطين أوتعترف بها جزئيا قامت بمنح بعض الوفود والمكاتب الفلسطينية فيها درجة من الاعتراف على غرار ما هو محظور على غيرهم من الدبلوماسيين.

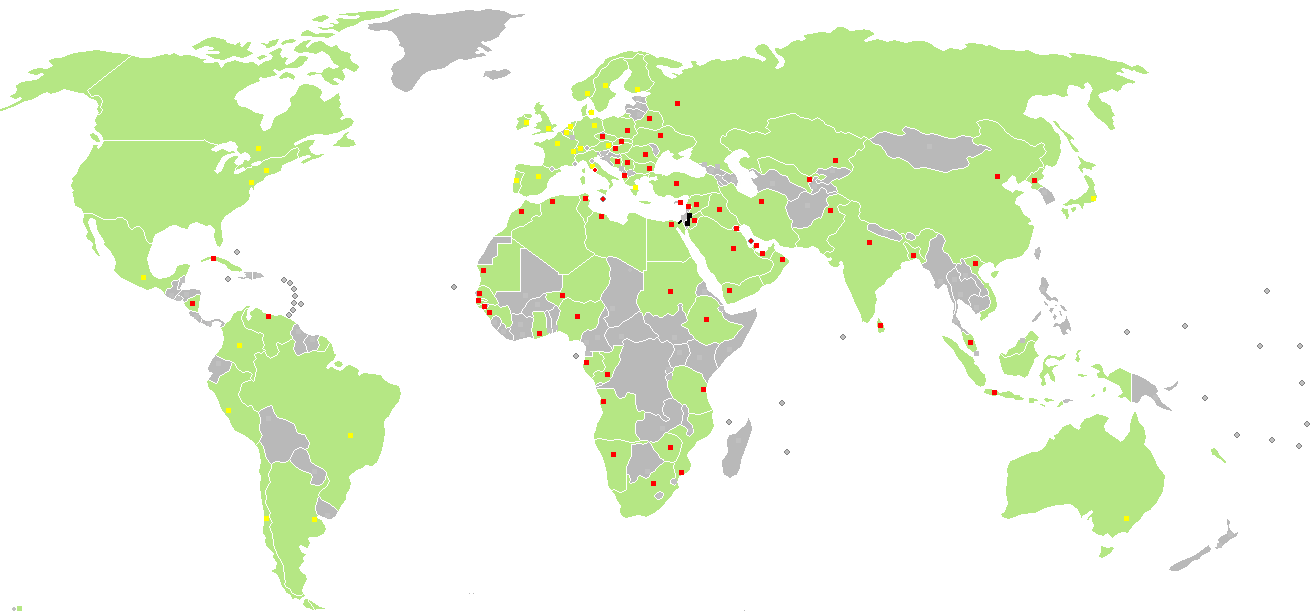
البعثات الدبلوماسية (باللون الأحمر) والمكاتب التمثيلية الأخرى (باللون الأصفر) التابعة لفلسطين في دول العالم

## أفريقيا

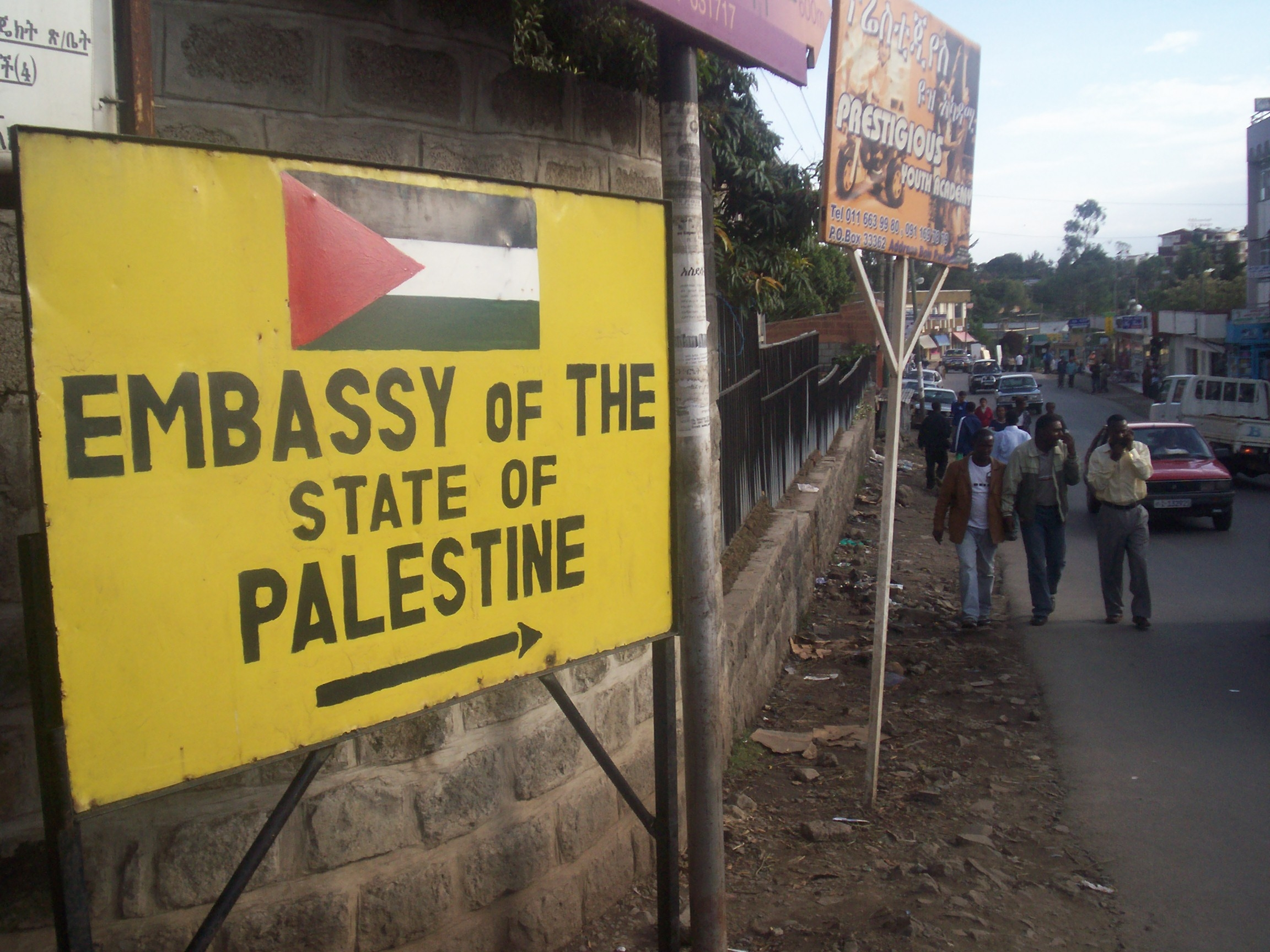
سفارة دولة فلسطين لدى إثيوبيا

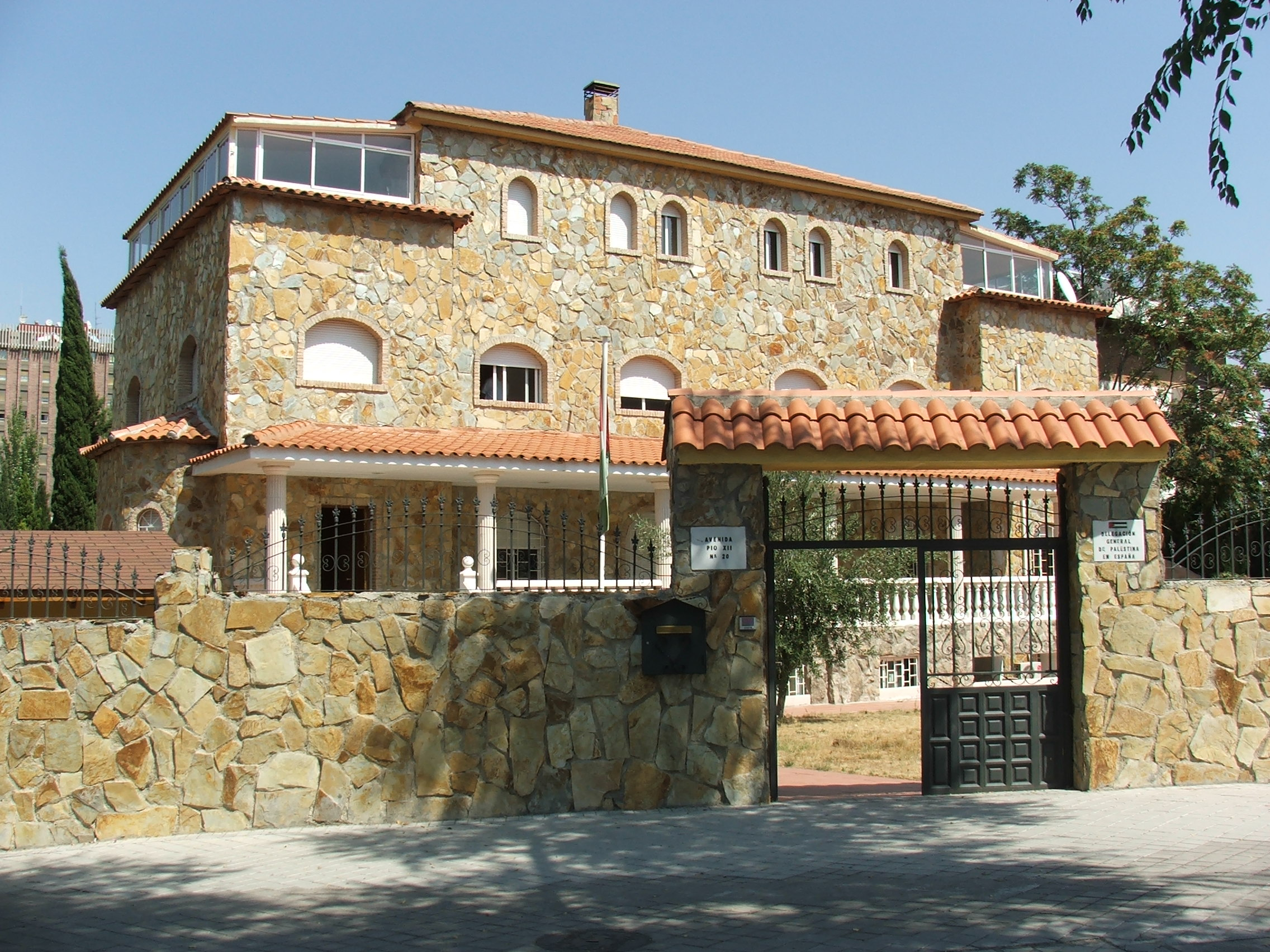
سفارة دولة فلسطين لدى إسبانيا

- الجزائر
  - الجزائر (سفارة)[1]
- أنغولا
  - لواندا (سفارة)[1]
- جمهورية الكونغو
  - برازافيل (سفارة)[1]
- ساحل العاج
  - أبيدجان (سفارة)[1]
- جيبوتي
  - جيبوتي (سفارة)[1]
- مصر
  - القاهرة (سفارة)[1]
- إثيوبيا
  - أديس أبابا (سفارة)[1]
- الغابون
  - ليبرفيل (سفارة)[2][3]
- غانا
  - أكرا (سفارة)[4]
- غينيا
  - كوناكري (سفارة)[1]
- غينيا بيساو
  - بيساو (سفارة)[1]
- ليبيا
  - طرابلس (سفارة)[1]
- مالي
  - باماكو (سفارة)[1]
- موريتانيا
  - نواكشوط (سفارة)[1]
- المغرب
  - الرباط (سفارة)[1]
- موزمبيق
  - مابوتو (سفارة)[1]
- ناميبيا
  - ويندهوك (سفارة)[5]
- نيجيريا
  - أبوجا (سفارة)[6]
- السنغال
  - دكار (سفارة)[5]
- جنوب أفريقيا
  - بريتوريا (سفارة)[5]
- السودان
  - الخرطوم (سفارة)[5]
- تنزانيا
  - دار السلام (سفارة)[7]
- تونس
  - تونس (سفارة)[5]
- زامبيا
  - لوساكا (سفارة)[5]
- زيمبابوي
  - هراري (سفارة)[5]

## آسيا

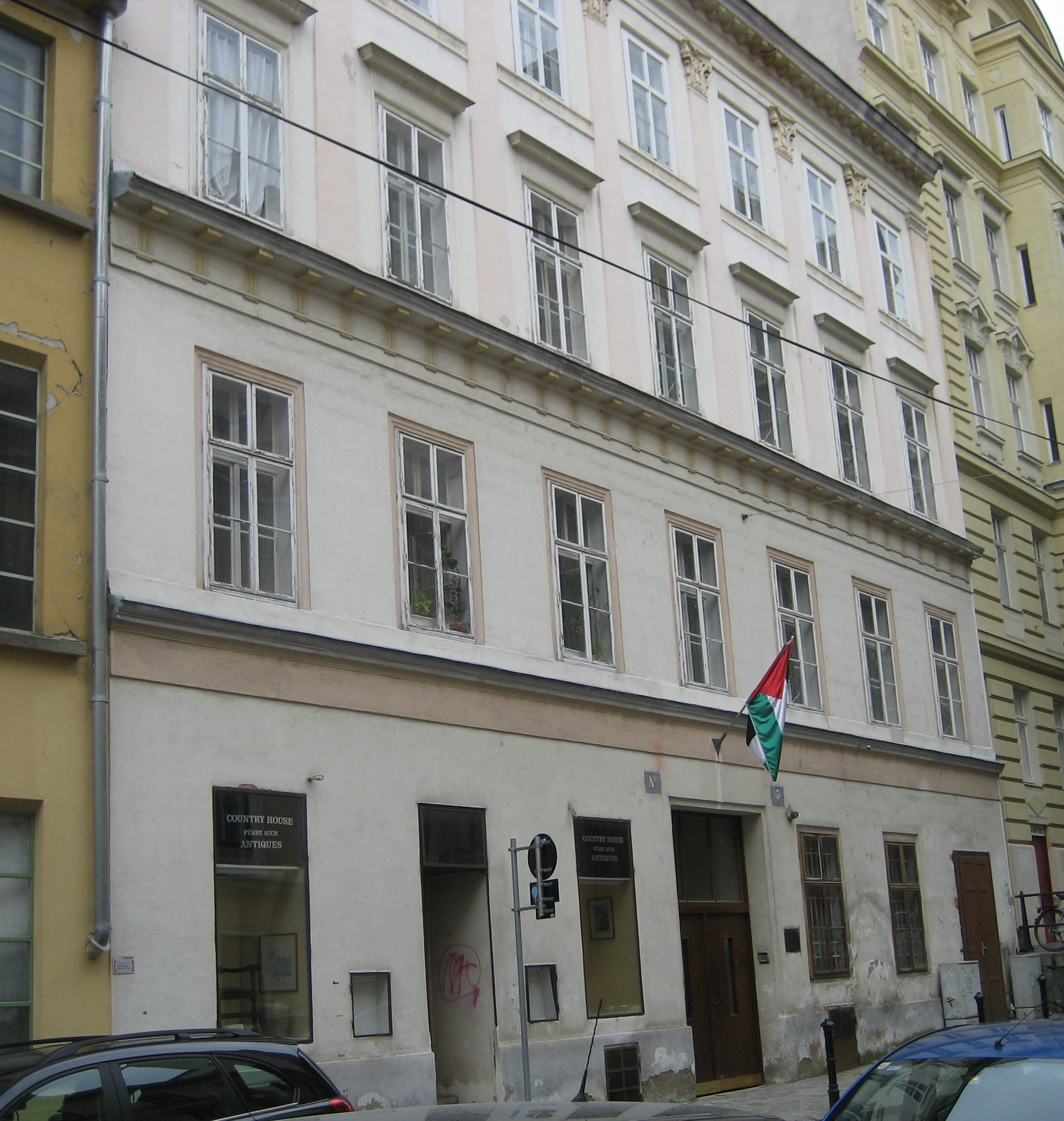
سفارة دولة فلسطين لدى النمسا

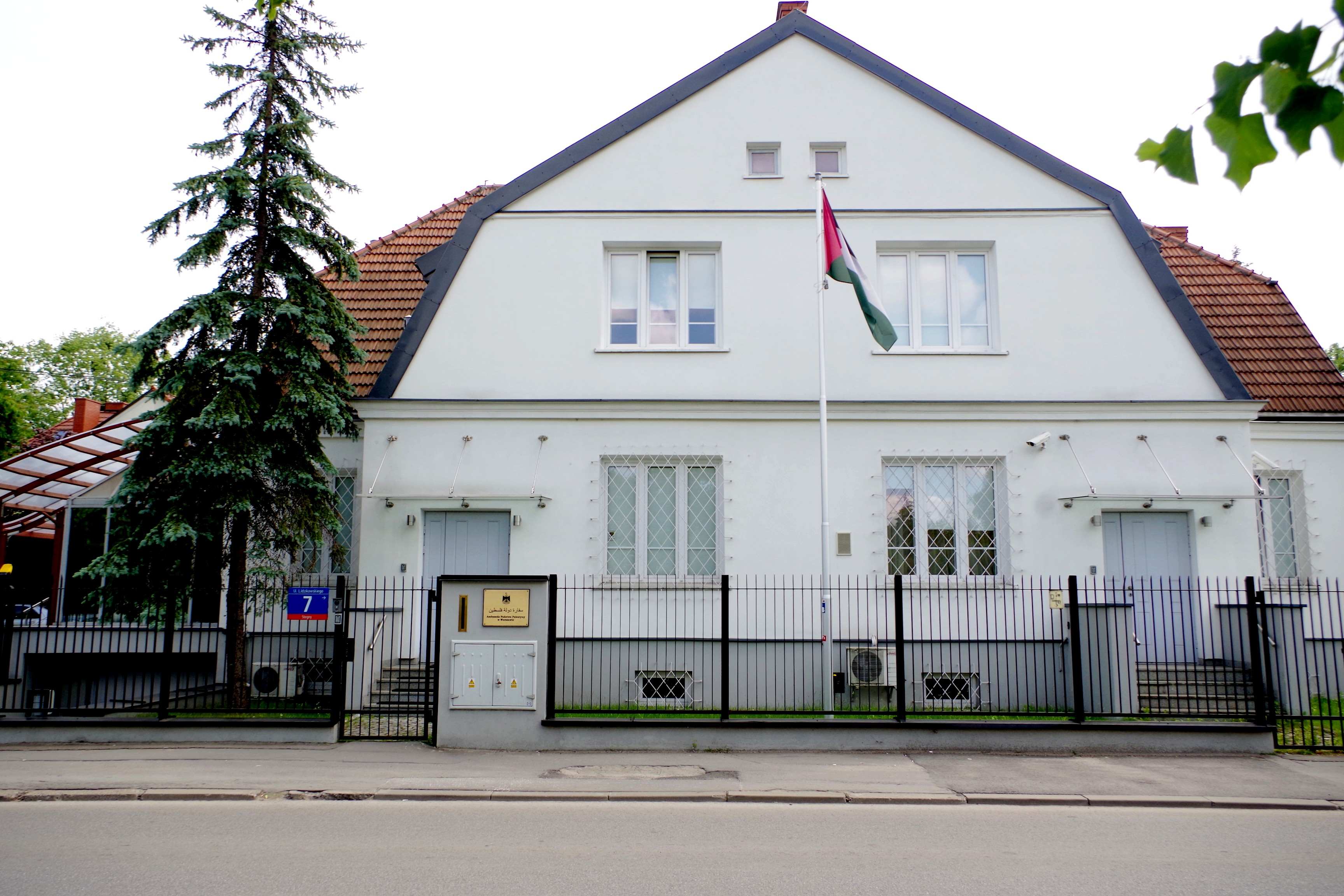
سفارة دولة فلسطين لدى بولندا

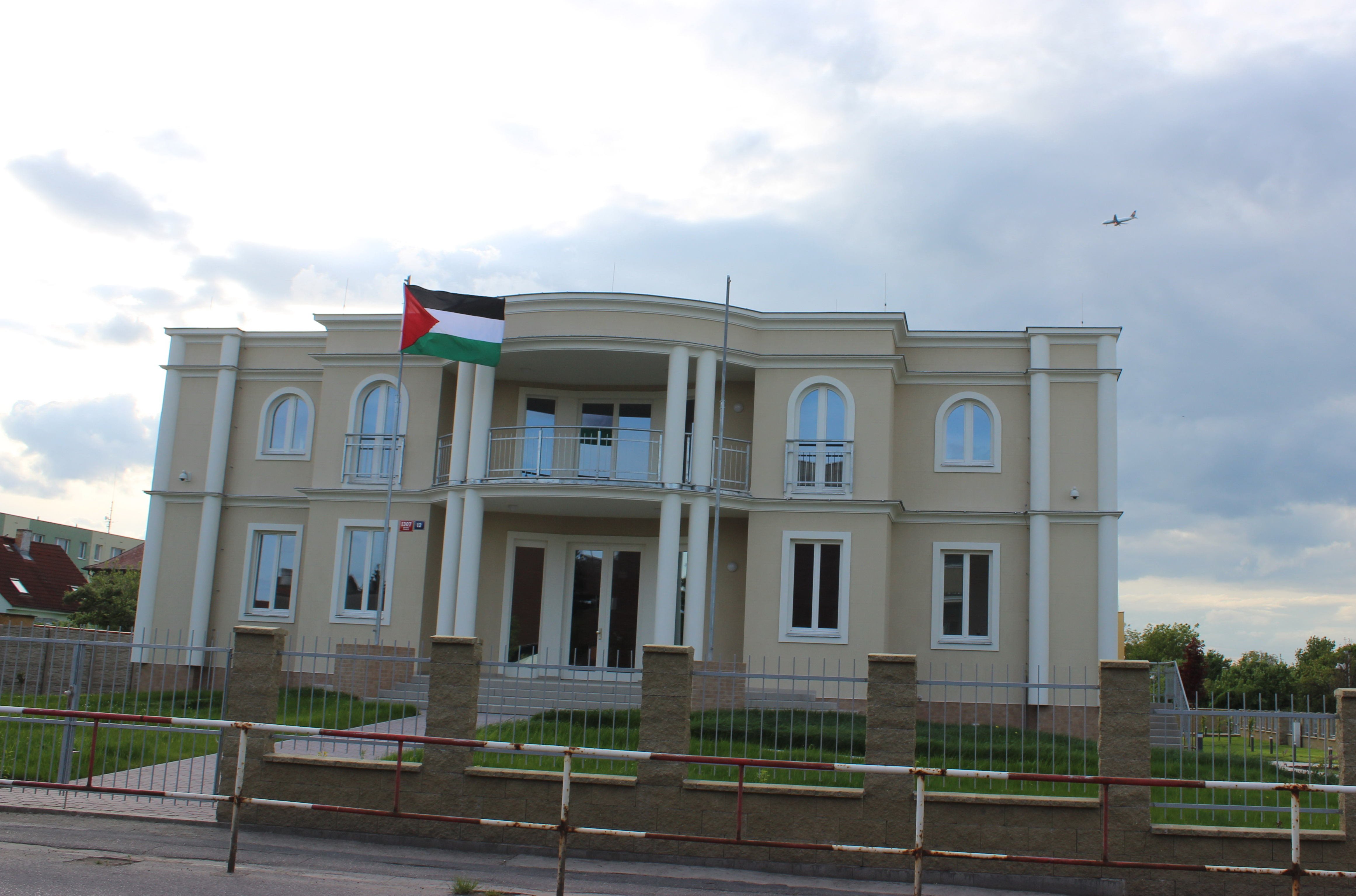
سفارة دولة فلسطين لدى التشيك

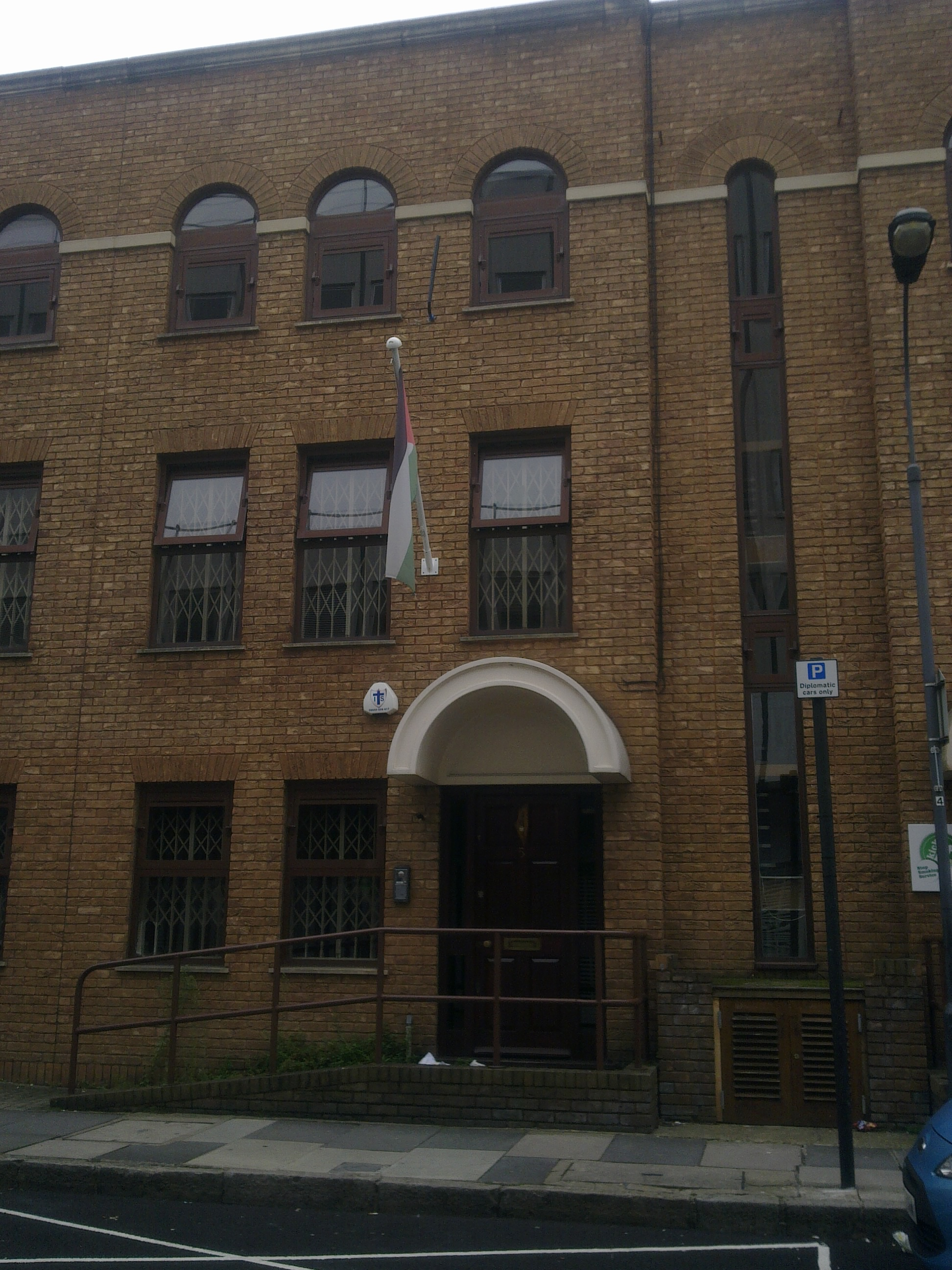
سفارة دولة فلسطين لدى المملكة المتحدة

- البحرين
  - المنامة (سفارة)[1]
- بنغلاديش
  - دكا (سفارة)[8]
- الصين
  - بكين (سفارة)[1]
- الهند
  - نيودلهي (سفارة)[1]
- إندونيسيا
  - جاكارتا (سفارة)[1]
- إيران
  - طهران (سفارة)[1]
- العراق
  - بغداد (سفارة)[1]
- اليابان
  - طوكيو (بعثة عامة)[9]
- الأردن
  - عمان (سفارة)[10]
- كازاخستان
  - ألماتي (سفارة)[11]
- الكويت
  - الكويت (سفارة)[1]
- لبنان
  - بيروت (سفارة)[12]
- ماليزيا
  - كوالالمبور (سفارة)[1]
- كوريا الشمالية
  - بيونغيانغ (سفارة)[11]
- سلطنة عمان
  - مسقط (سفارة)[5]
- باكستان
  - إسلام آباد (سفارة)[13]
- قطر
  - الدوحة (سفارة)[5]
- السعودية
  - الرياض (سفارة)[14]
- سريلانكا
  - كولمبو (سفارة)[15]
- سوريا
  - دمشق (سفارة)[5]
- تركيا
  - أنقرة (سفارة)[16]
- الإمارات العربية المتحدة
  - أبوظبي (سفارة)[17]
- أوزبكستان
  - طشقند (سفارة)[18][19]
- فيتنام
  - هانوي (سفارة)[20]
- اليمن
  - صنعاء (سفارة)[5]

## أوروبا

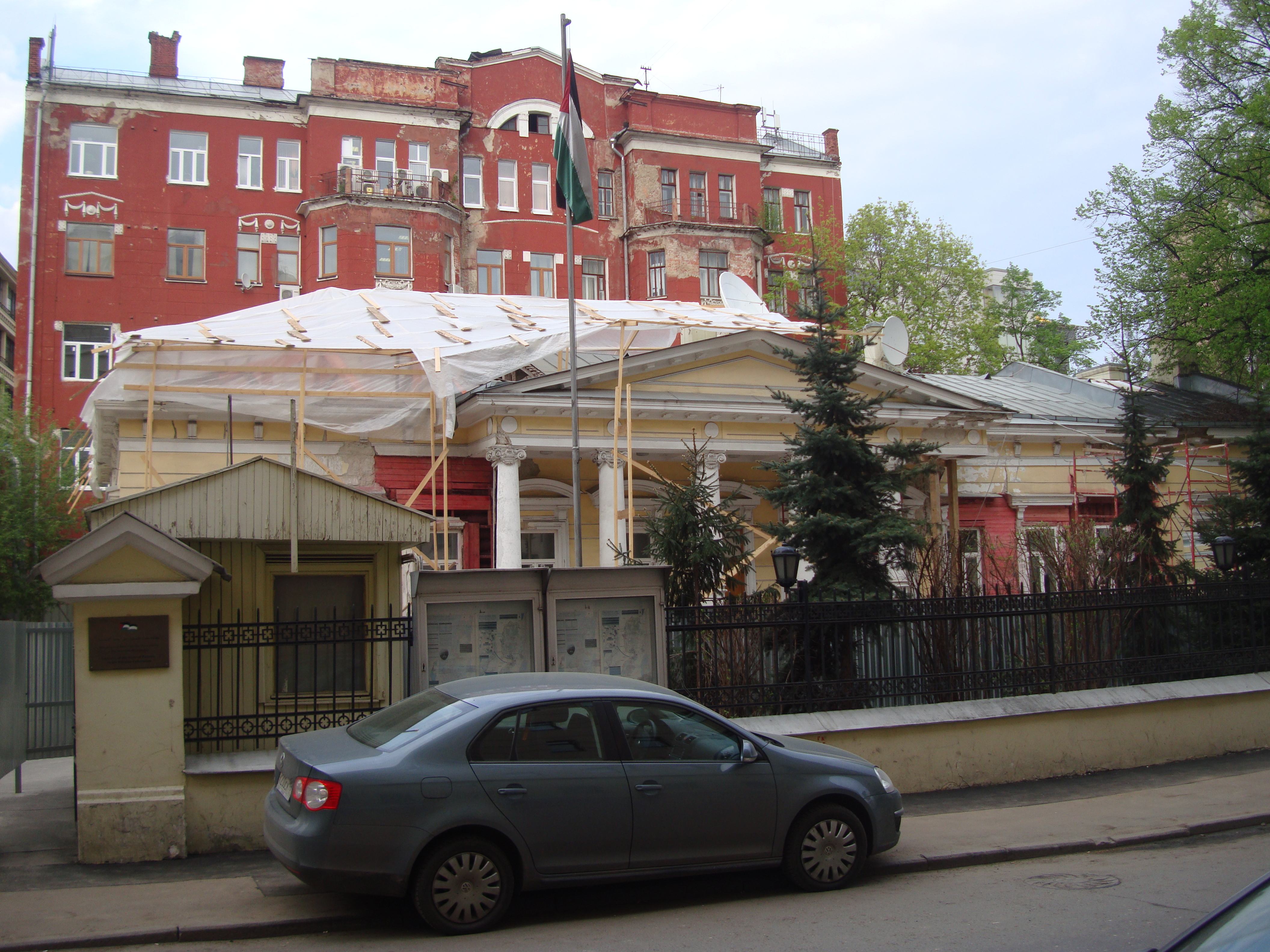
سفارة دولة فلسطين لدى روسيا

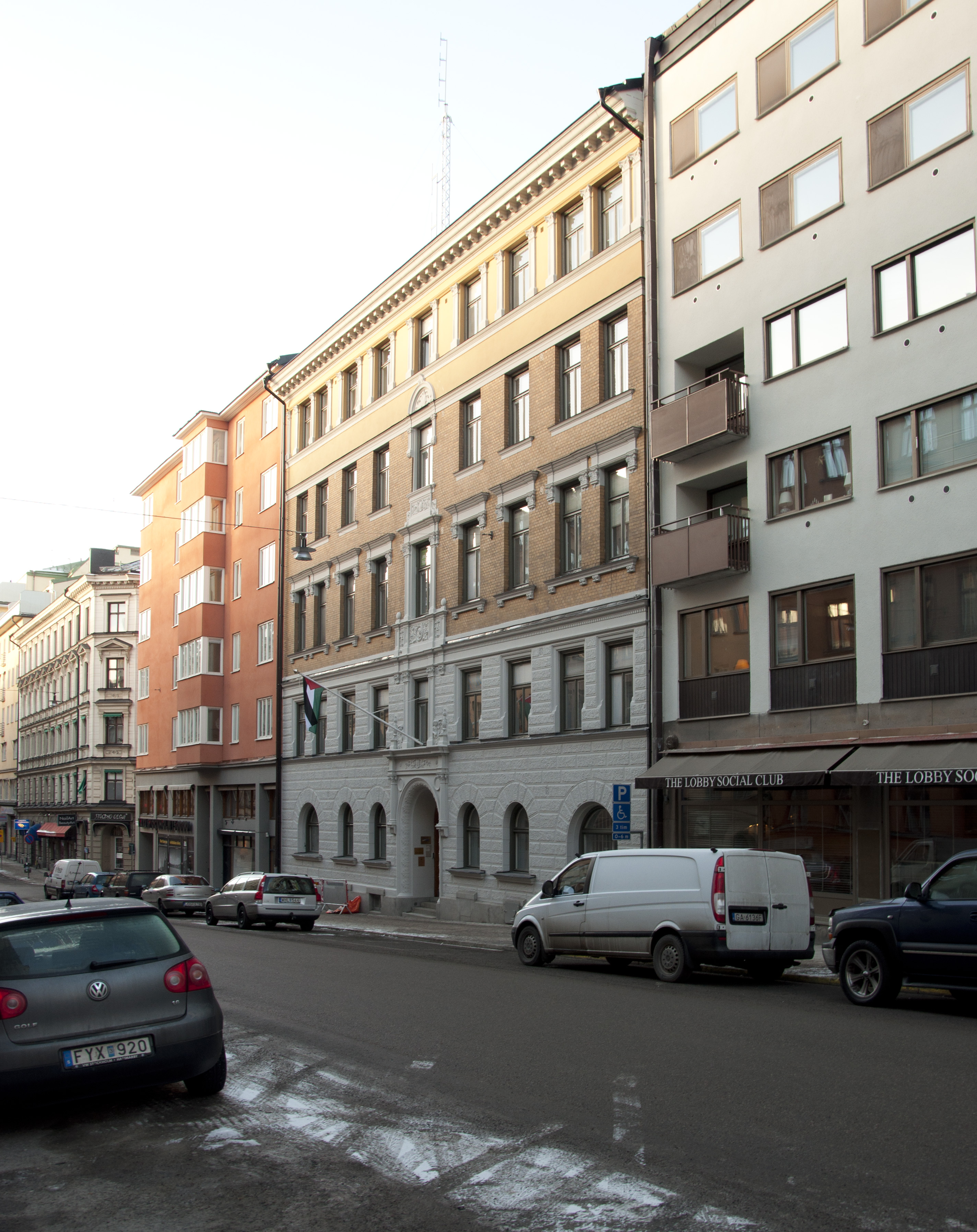
سفارة دولة فلسطين لدى السويد

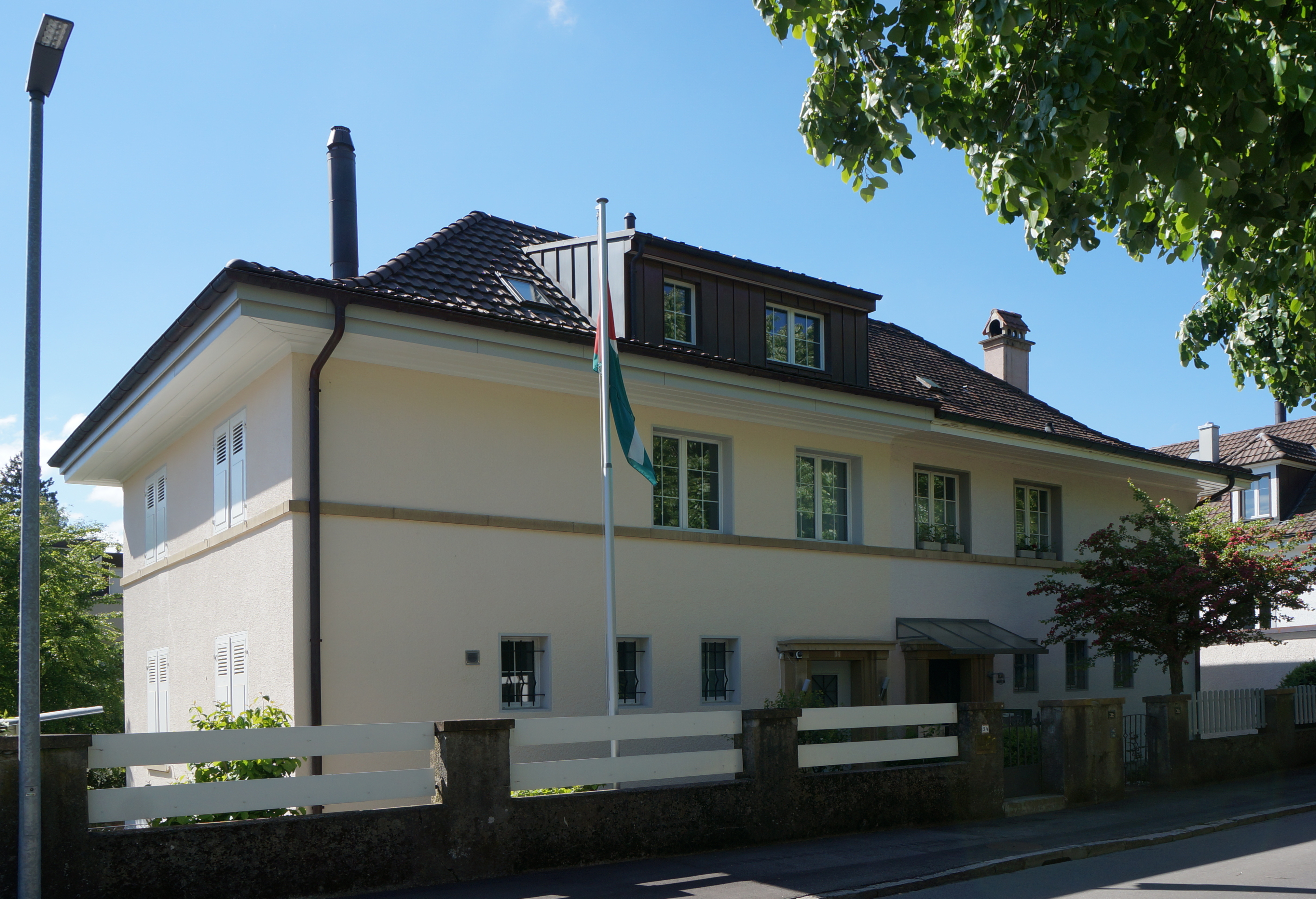
سفارة دولة فلسطين لدى سويسرا

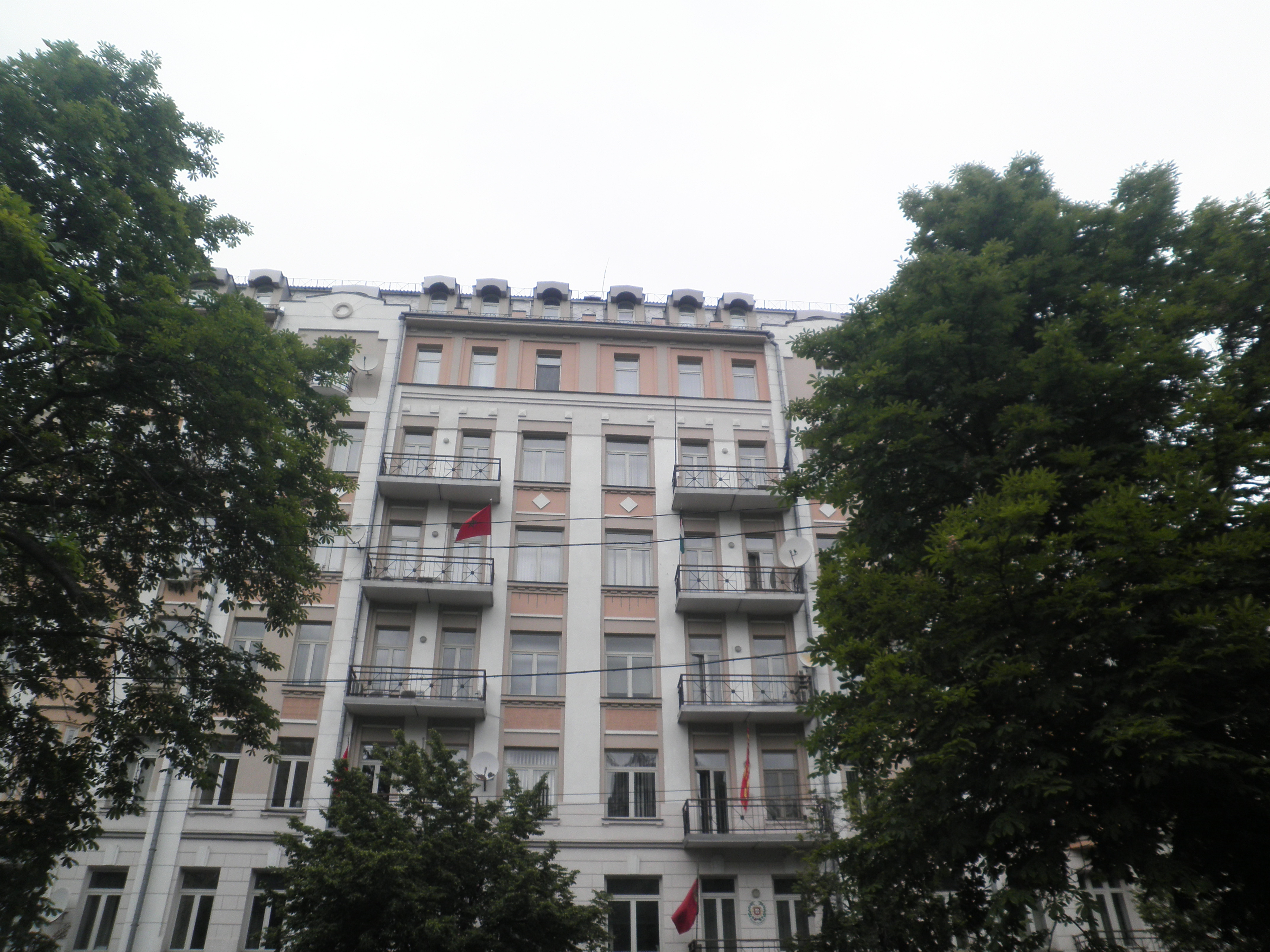
سفارة دولة فلسطين لدى أوكرانيا

- ألبانيا
  - تيرانا (سفارة)[1]
- النمسا
  - فيينا (بعثة دائمة)[2]
- أذربيجان
  - باكو (سفارة)[21]
- بيلاروسيا
  - مينسك (سفارة)[1]
- بلجيكا
  - بروكسل (وفد عام)[2]
- البوسنة والهرسك
  - سراييفو (سفارة)[1]
- بلغاريا
  - صوفيا (سفارة)[1]
- قبرص
  - نيقوسيا (سفارة)[1]
- جمهورية التشيك
  - براغ (سفارة)[22]
- الدنمارك
  - كوبنهاغن (وفد عام)[2]
- فنلندا
  - هلسنكي (وفد عام)[1]
- فرنسا
  - باريس (بعثة)[2]
- ألمانيا
  - برلين (بعثة)[1]
- اليونان
  - أثينا (بعثة)[23]
- المجر
  - بودابست (سفارة)[24]
- أيرلندا
  - دبلن (سفارة)[25]
- إيطاليا
  - روما (بعثة)[26]
- مالطا
  - البلدة (سفارة)[27]
- هولندا
  - لاهاي (وفد عام)[26]
- النرويج
  - أوسلو (بعثة)[28]
- بولندا
  - وارسو (سفارة)[26]
- البرتغال
  - لشبونة (بعثة)[26]
- رومانيا
  - بوخارست (سفارة)[29]
- روسيا
  - موسكو (سفارة)[30]
- صربيا
  - بلغراد (سفارة)[31][32]
- سلوفاكيا
  - براتيسلافا (سفارة)[33]
- إسبانيا
  - مدريد (بعثة)[34]
- السويد
  - ستوكهولم (سفارة)[35]
- سويسرا
  - برن (بعثة عامة)[36]
- أوكرانيا
  - كييف (سفارة)[37]
- المملكة المتحدة
  - لندن (بعثة)[26]
- الفاتيكان
  - روما (بعثة)[5]

## أمريكا الشمالية

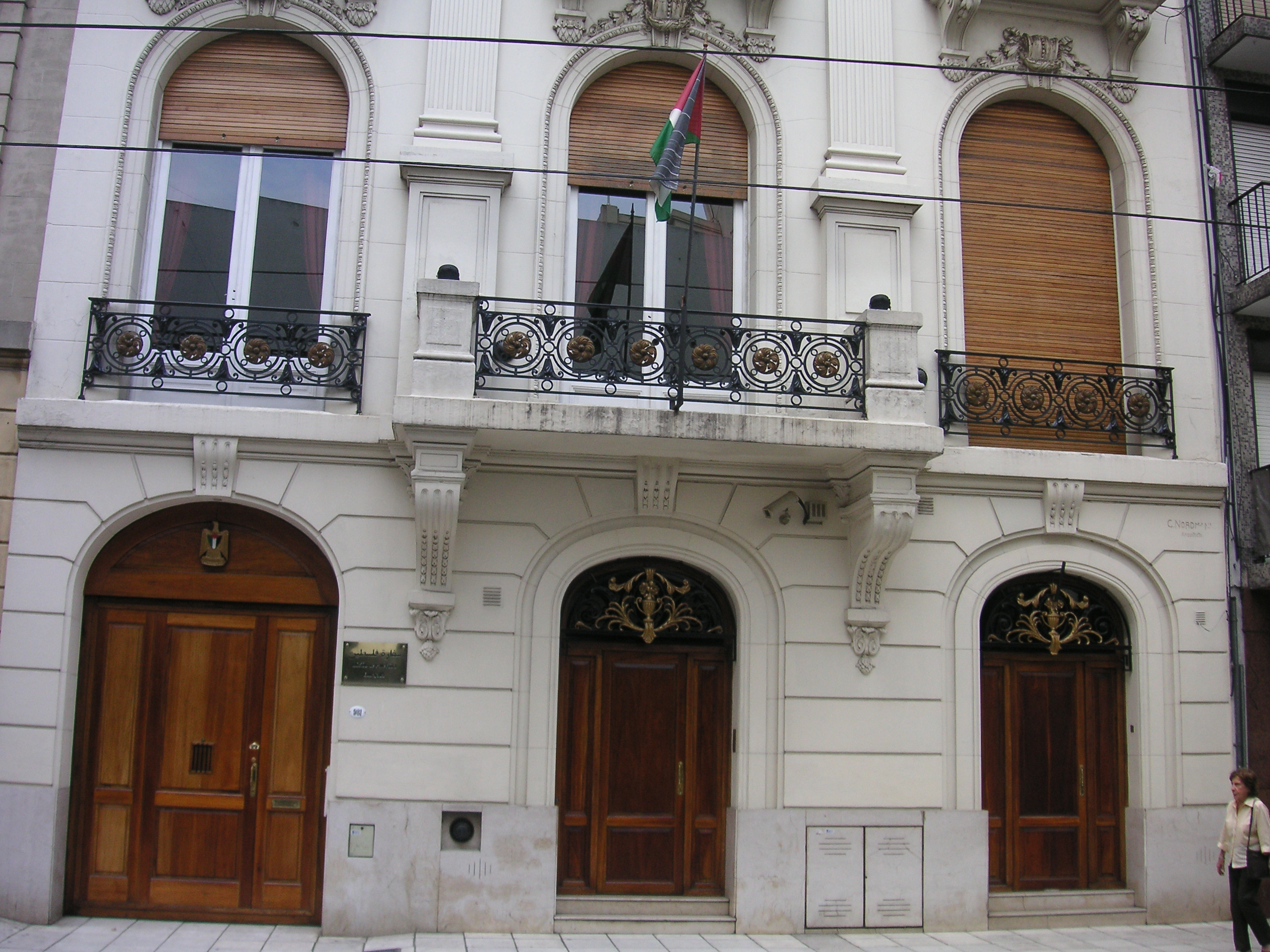
سفارة دولة فلسطين لدى الأرجنتين

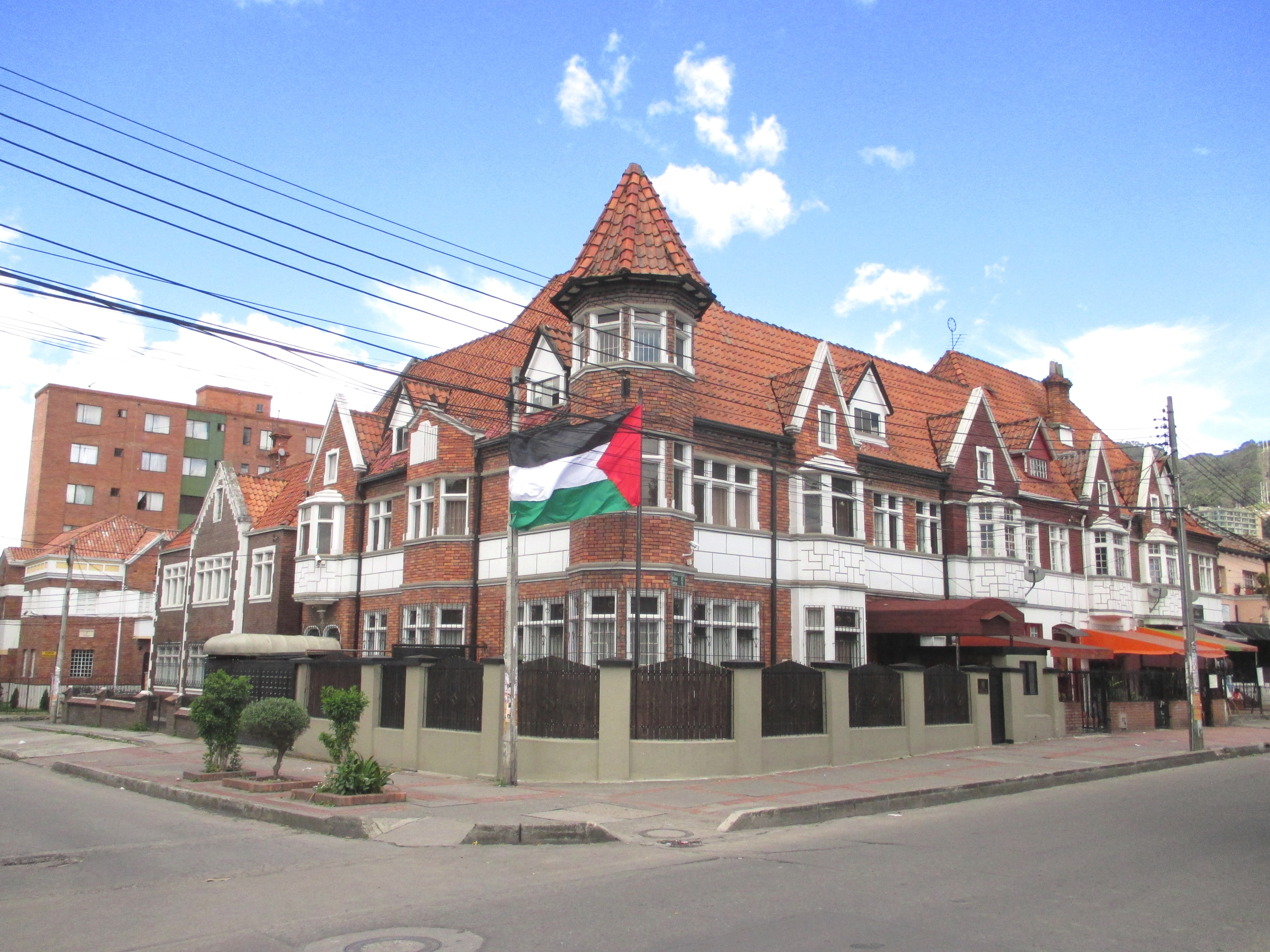
سفارة دولة فلسطين لدى كولومبيا

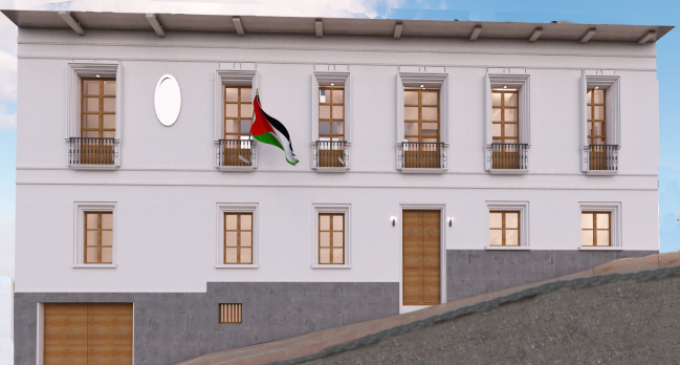
سفارة دولة فلسطين لدى الإكوادور

- كندا
  - أوتوا (وفد عام)[38]
- كوبا
  - هافانا (سفارة)[1]
- المكسيك
  - مدينة مكسيكو (وفد خاص)[1]
- نيكاراغوا
  - ماناغوا (سفارة)[5]
- الولايات المتحدة
  - واشنطن العاصمة (وفد عام)[39]

## أمريكا الجنوبية
- الأرجنتين
  - بوينس آيرس (سفارة)[40]
- البرازيل
  - برازيليا (سفارة)[26]
- تشيلي
  - سانتياغو (سفارة)[26]
- كولومبيا
  - بوغوتا (بعثة دبلوماسية)[41]
- البيرو
  - ليما (سفارة)[42]
- فنزويلا
  - كراكاس (سفارة)[5]

## أوقيانوسيا
- أستراليا
  - كانبرا (وفد عام)[43]

## منظمات
- القاهرة (بعثة دائمة لدى جامعة الدول العربية)[42]
- جنيف (بعثة مراقبة دائمة لدى الأمم المتحدة)[44]
- مدينة نيويورك (بعثة مراقبة دائمة لدى الأمم المتحدة)[26]
- باريس (بعثة مراقبة دائمة لدى اليونسكو)[42]
- فيينا (بعثة دائمة)[26]

## روابط خارجية
- موقع عالم السفارة: سفارات فلسطين (بالإنجليزية)
- سفارات فلسطين في الخارج (بالإنجليزية)
- الدليل - سفارات فلسطين والبعثات والوفود في الخارج (بالإنجليزية)